# Gras-Marienkäfer

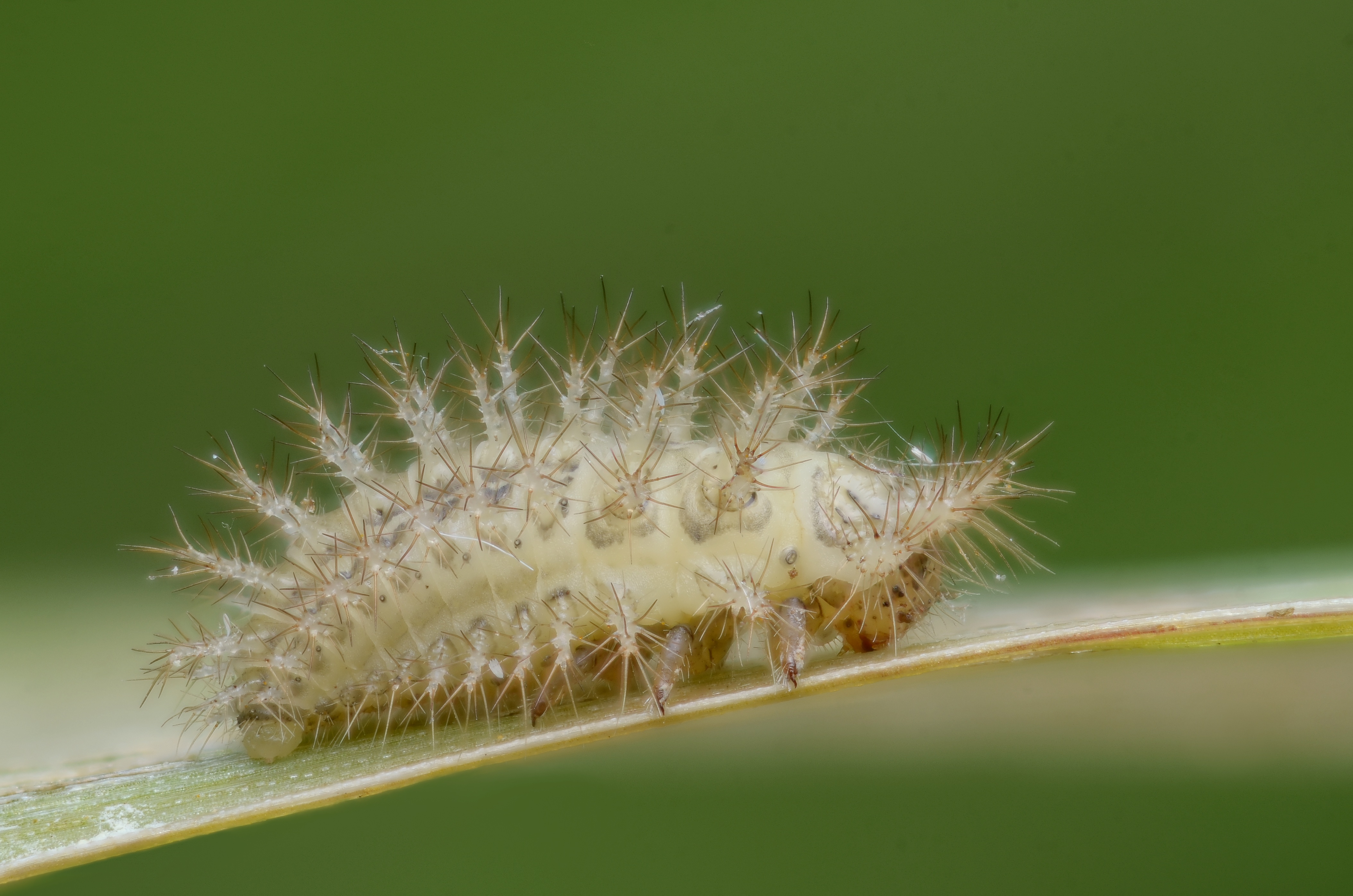
Larve von Cynegetis impunctata

Der Gras-Marienkäfer oder Ockerfarbene Marienkäfer (Cynegetis impunctata) ist ein Käfer aus der Familie der Marienkäfer (Coccinellidae).

## Merkmale
Die Käfer werden etwa drei bis 4,5 Millimeter lang. Ihr Körper ist stark kugelig und ockerbraun gefärbt. Es gibt auch dunkle Exemplare. Sie haben normalerweise keine Punkte, es treten aber auch Exemplare mit Punkten in Erscheinung.

## Vorkommen
Die Käfer leben auf feuchten Wiesen und in Auwäldern.

## Nahrung
Die Käfer und Larven der Gras-Marienkäfer ernähren sich polyphag von Pflanzen.

## Taxonomie
Der Gras-Marienkäfer gehört zur Tribus Epilachnini innerhalb der Unterfamilie Coccinellinae.